# Lora del Río
Lora del Río – gmina w Hiszpanii, w prowincji Sewilla, w Andaluzji, o powierzchni 293,69 km². W 2011 roku gmina liczyła 19 421 mieszkańców.
Lora del Río znajduje się na wysokości 38 metrów nad poziomem morza, 57 kilometrów od stolicy prowincji.

## Współpraca
Miejscowość partnerska:
- Zoersel, Belgia